# Calle del General Oráa
La calle del General Oráa es una vía pública de la ciudad española de Madrid, situada en los barrios de Lista y Castellana, distrito de Salamanca.

## Descripción
La vía discurre desde el paseo de la Castellana hasta la calle de Francisco Silvela. Honra con el título al militar Marcelino Oráa (1788-1851), natural de la localidad navarra de Beriáin y destacado durante la primera guerra carlista. Aparece descrita en Las calles de Madrid (1889) de Hilario Peñasco de la Puente y Carlos Cambronero con las siguientes palabras:

General Oráa. Comienza en la calle de Serrano y sale al campo. Es de apertura moderna. El general D. Marcelino Oráa es una de las figuras más importantes de la primera guerra carlista, pues consiguió, con su pericia militar y su talento, poner en grave apuro más de una vez las huestes de Cabrera. Hízose cargo del ejército del Centro en Abril de 1837, encontrándolo completamente desorganizado, y en poco tiempo le colocó en condiciones de poder competir con el carlista, que en aquella época podía citarse como modelo de perfecta disciplina. Oráa dió pruebas de temerario valor en el ataque de Morella, verificado en Agosto de 1838, y aunque no pudo penetrar en la plaza, no por eso desmereció en concepto de la opinión: antes bien se reconoció por todos lo atrevido de la empresa, ganando en la retirada tanta gloria como si hubiera realizado su propósito.
(Peñasco de la Puente y Cambronero, 1889, pp. 241-242)